# Harvest Moon 3D: A New Beginning
Harvest Moon 3D: A New Beginning (牧場物語はじまりの大地, Bokujō Monogatari: Hajimari no Daichi) est un jeu vidéo de rôle et de simulation de vie développé et édité par Marvelous, sorti en 2012 sur Nintendo 3DS.

## Accueil
- Jeuxvideo.com : 16/20[1]